# Congreso Constituyente del Perú (1931)
El Congreso Constituyente del Perú de 1931 fue la novena asamblea constituyente de la historia republicana peruana, convocada por la Junta de Gobierno presidida por David Samanez Ocampo. Sus representantes fueron elegidos en las elecciones generales realizadas el 11 de octubre de 1931, las mismas donde también se eligió como Presidente de la República al comandante Luis Sánchez Cerro. Se instaló el 8 de diciembre de 1931, ceremonia en la que también juramentó el flamante presidente. Su principal labor fue discutir una nueva carta política, que fue la Constitución de 1933, promulgada el 9 de abril de 1933. Luego pasó a ejercer funciones legislativas. Tras el asesinato del presidente Sánchez Cerro, eligió en su reemplazo al general Óscar R. Benavides, para que completara el período presidencial del mandatario difunto. Antes de dar por finalizadas sus funciones en diciembre de 1936, amplió el período de Benavides por tres años más y le delegó facultades extraordinarias de corte legislativo. 

## Contexto

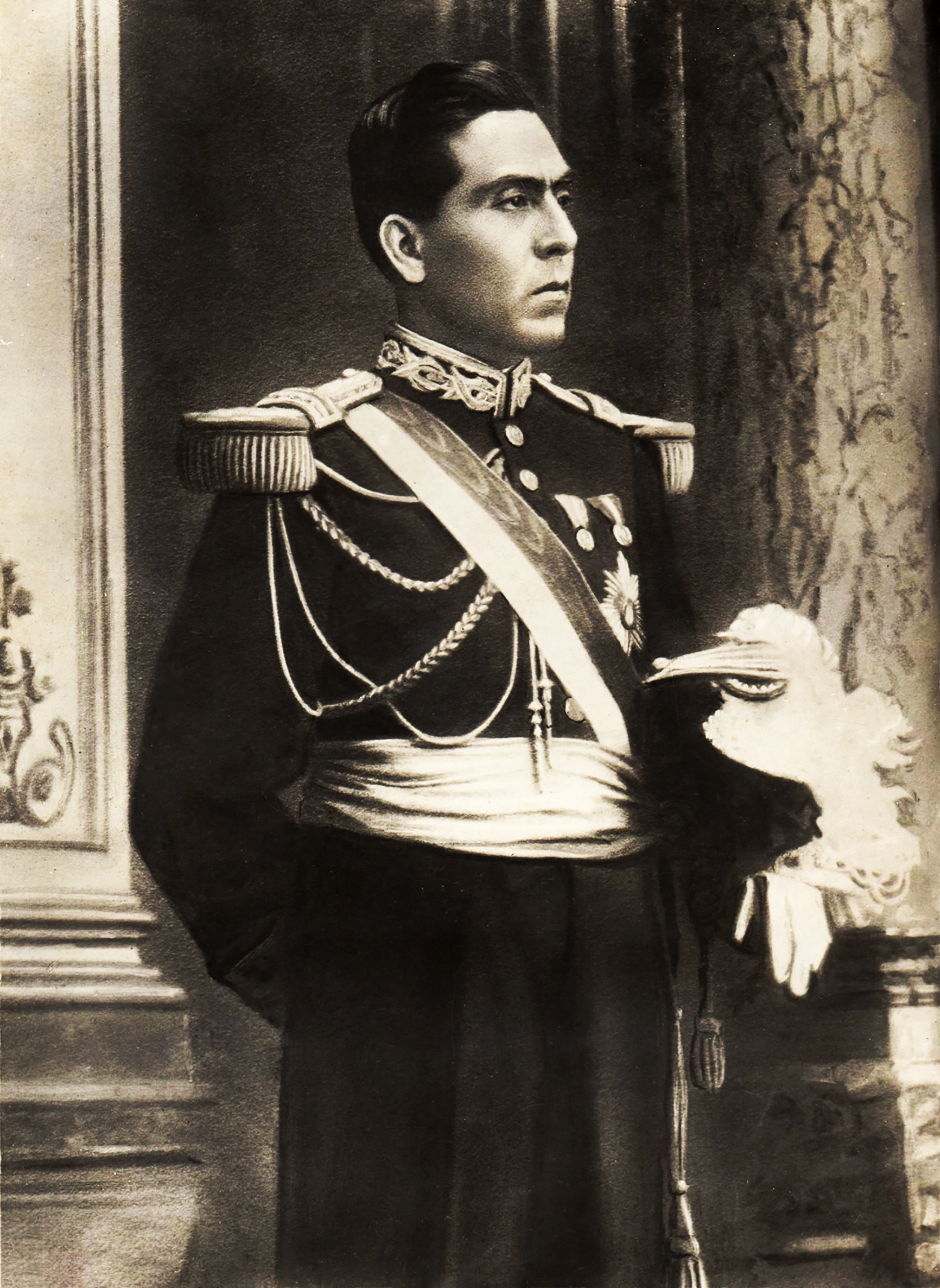
Luis Sánchez Cerro en 1931.

La larga dictadura de Augusto B. Leguía de once años (Oncenio), finalizó con el golpe de Estado protagonizado por el comandante Luis Sánchez Cerro, en agosto de 1930, en el contexto de una severa crisis económica mundial. Se sucedieron una serie de juntas militares, entre ellas la presidida por el mismo Sánchez Cerro. Sin embargo, estas Juntas no gozaron de apoyo nacional y la presión popular impuso al viejo líder apurimeño David Samanez Ocampo como presidente de una Junta Nacional de Gobierno, con representación de todo el país.
Samanez se avocó a la misión que le había encomendado la ciudadanía: conducir al país en su retorno a la normalidad. Para ello, pacificó momentáneamente al país e inició los preparativos para unas elecciones generales, en la que los ciudadanos elegirían al Presidente de la República y a los representantes del Congreso Constituyente, cuya misión sería redactar una nueva Constitución Política. La Constitución entonces vigente era la promulgada por Leguía en 1920, por lo que se entiende la necesidad del cambio, ya que existía una actitud política generalizada de acabar con todo lo que tuviera que ver con el caído régimen leguiísta.
Las elecciones se realizaron el 11 de octubre de 1931. Fueron las primeras elecciones modernas del Perú. En ellas se enfrentaron el comandante Sánchez Cerro, encabezando la Unión Revolucionaria, y Víctor Raúl Haya de la Torre, joven líder del partido aprista, fundado unos años antes. Sánchez Cerro, prestigiado ante la opinión pública por haber sido el militar que derrocó a Leguía, resultó triunfador. Los apristas desconocieron el resultado y pasaron a la oposición, lo que constituyó el germen de la guerra civil, que explosionaría en 1932 («el año de la barbarie»).
Previamente, la Junta de Samanez nombró el 7 de agosto de ese año una Comisión ad honorem para que realizara un anteproyecto de Constitución. Presidía esa Comisión el notable jurista Manuel Vicente Villarán y la integraban Víctor Andrés Belaunde, Diómedes Arias Schreiber, Carlos García Castañeta, Carlos Doig y Lora, Jorge Basadre Grohmann, José León Barandiarán, Toribio Alayza y Paz Soldán, Ricardo Palma, Luis E. Valcárcel, Emilio Romero Padilla y César Antonio Ugarte. 
La Comisión dio por finalizada su tarea el 5 de diciembre y publicó el resultado de su trabajo junto con una notable exposición de motivos redactada por Villarán.

## Instalación

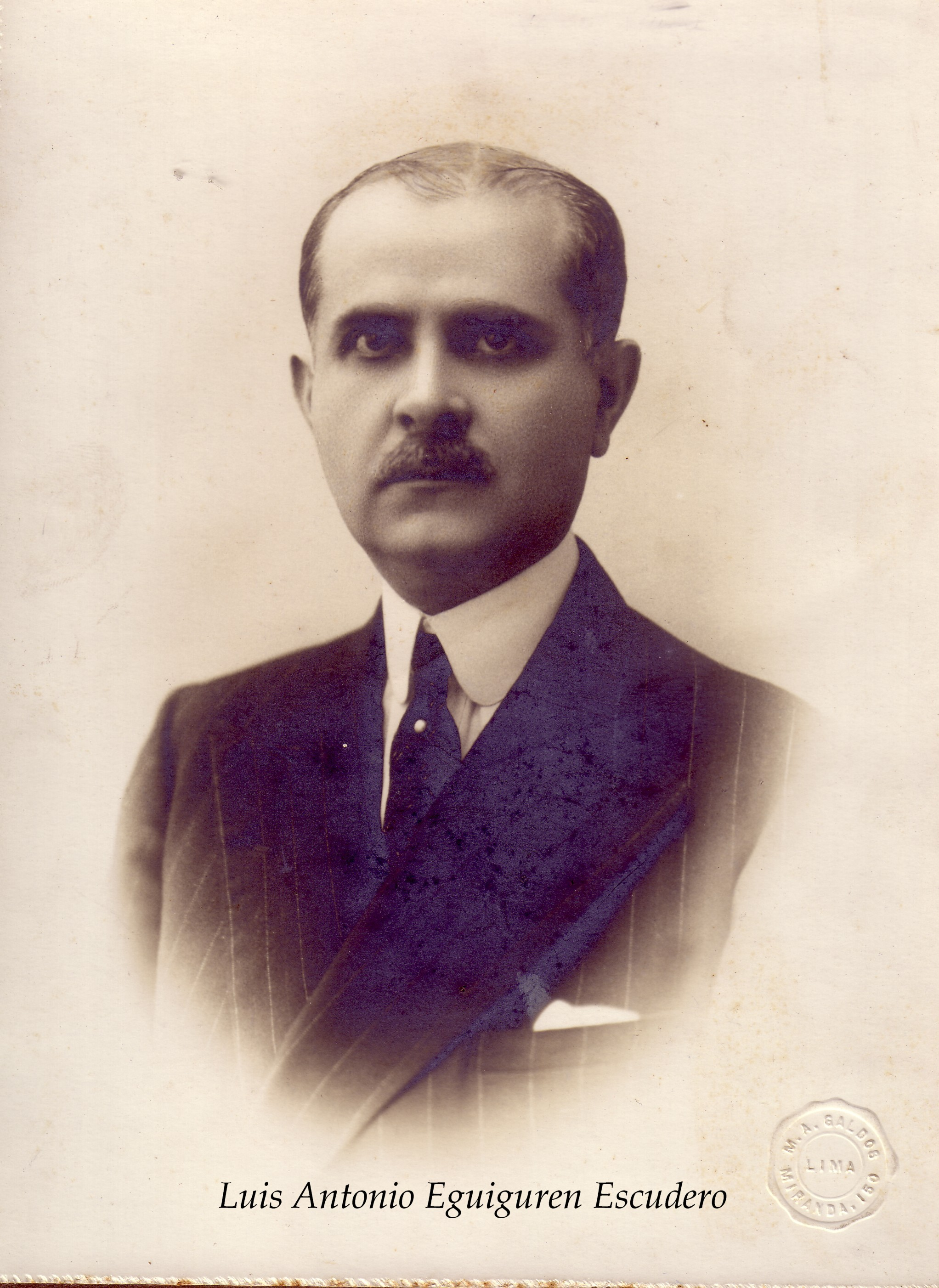
Luis Antonio Eguiguren, primer presidente del Congreso Constituyente de 1931.

El 8 de diciembre de 1931 se instaló el Congreso Constituyente, presidido por Luis Antonio Eguiguren. Su vicepresidente era Clemente J. Revilla. Ante dicha asamblea juramentó Sánchez Cerro como Presidente Constitucional de la República.
El gobierno contaba con mayoría parlamentaria: 67 urristas (es decir de la UR o Unión Revolucionaria), sumados a otros aliados. Frente a ellos estaba una combativa minoría aprista de 27 representantes (la primera Célula Parlamentaria Aprista de la historia), quienes mostraron una inusitada beligerancia. Entre ellos se contaban Manuel Seoane, Luis Alberto Sánchez, Carlos Manuel Cox, Alcides Spelucin, Luis Heysen. Lo contradictorio fue que los representantes apristas ocuparan sus escaños parlamentarios, ya que su partido había desconocido abiertamente el resultado de las elecciones.
Otros constituyentes notables fueron los urristas Luis A. Flores, Alfredo Herrera, Carlos Sayán Álvarez, José Matías Manzanilla y Gerardo Balbuena; los independientes o descentralistas Víctor Andrés Belaunde y Manuel J. Bustamante de la Fuente; y los socialistas Alberto Arca Parró, Hildebrando Castro Pozo y Luciano Castillo Colonna.

## Extirpación de la minoría aprista
Pronto circularon rumores de conspiraciones e intentos de asesinato, que tenían como protagonistas a los apristas, muchos de los cuales no escatimaron en recurrir a actos terroristas. El gobierno de Sánchez Cerro propuso entonces al Congreso la aprobación de una llamada «Ley de Emergencia», por la cual, a fin de defender el orden público y la paz social, el Poder Ejecutivo debía ser autorizado para imponer sanciones de carácter judicial: multas, expatriación, confinamiento; para suspender el derecho de reunión; para clausurar centros o asociaciones, etc. Dicha ley fue aprobada por el Congreso tras una tumultuosa sesión realizada el 8 de enero de 1932. En la práctica, el gobierno se convertía así en una dictadura legalizada. En aplicación de dicha ley, entre el 17 y 20 de febrero de 1932, la fuerza pública aprehendió a veintitrés congresistas (veintidós apristas y el descentralista Víctor Colina). Acto seguido, los despachó al destierro. No hubo desafuero y sólo un año después se promulgaría la ley que declaraba la vacancia de las veintitrés representaciones.
Poco después se produjo el primer atentado contra la vida del presidente Sánchez Cerro, por obra del joven aprista José Melgar Márquez. El presidente, herido en el pulmón, se salvó de milagro. Fue un aviso premonitorio de lo que ocurriría un año después. Haya y otros líderes apristas fueron apresados. En julio de ese mismo año estalló la revolución de Trujillo, reprimida ferozmente por las fuerzas del orden.

## Debates
Los parlamentarios debatieron la Constitución, teniendo como base el anteproyecto redactado por la Comisión Villarán. Los debates se prolongaron por un año y cuatro meses. Los más vivos debates se produjeron en torno al sufragio. Los representantes apristas, apoyados en algunos casos por los socialistas y descentralistas propusieron el otorgamiento del voto a partir de los 18 años de edad, así como el voto a la mujer (con restricciones), a los miembros de las fuerzas armadas y a los analfabetos. No obtuvieron éxito. Enseguida, atrajeron la atención de los constituyentes la obligatoriedad y el secreto del voto, la representación de las minorías con tendencia a la proporcionalidad y la autonomía del Poder Electoral.
Otros temas constitucionales fueron debatidos, aunque con menos ímpetu, como el régimen del poder ejecutivo y el legislativo, la supresión del veto presidencial a las leyes parlamentarias, la descentralización, las municipalidades, la religión y las comunidades indígenas. 

## La Constitución de 1933

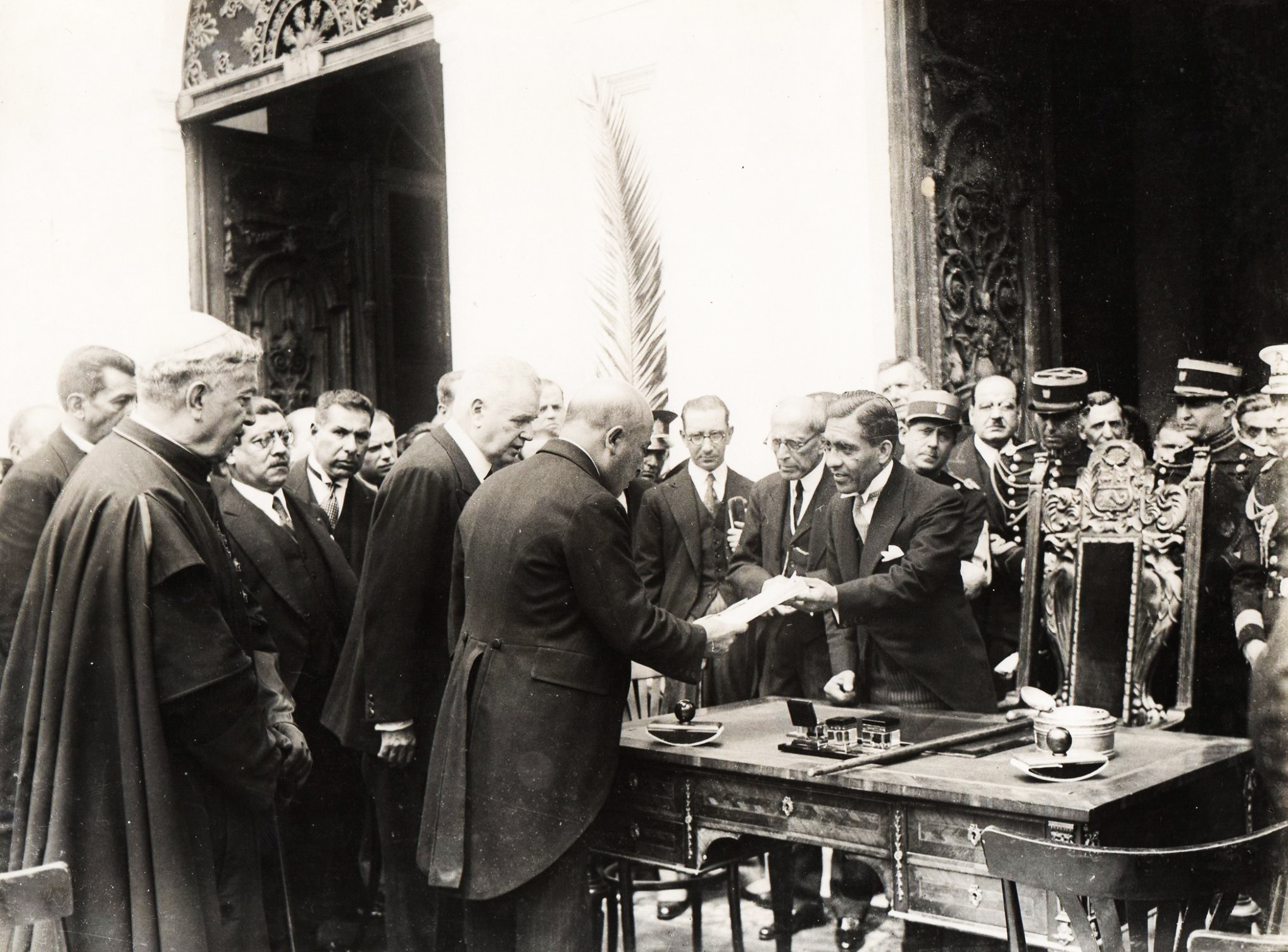
El presidente Luis Sánchez Cerro en la ceremonia de promulgación de la Constitución de 1933. 9 de abril de 1933.

El 9 de abril de 1933 el Congreso Constituyente, en ceremonia solemne, dio la nueva Constitución. Ese mismo día, el presidente Sánchez Cerro, acompañado del Consejo de Ministros y de su Casa Militar, se presentó en el salón de sesiones y efectuó el juramento respectivo.
Entre sus principales innovaciones y disposiciones de esta carta política, mencionamos las siguientes:
- Prohibió la reelección presidencial inmediata. El período presidencial se fijó en cinco años, aunque por la reforma plebiscitada de 1939 se amplió en seis.
- El Presidente de la República quedó limitado en sus funciones por el Parlamento, el cual podía acusarlo y privarlo de su cargo conforme a la Constitución. En contraparte, no se otorgó al Presidente la facultad de disolver el Parlamento; y se le quitó su derecho al veto, es decir, el de devolver al Congreso sus leyes aprobadas, para una segunda deliberación.
- El Parlamento conservó su bicameralidad (senadores y diputados).
- Amplió los poderes del Parlamento de manera ilimitada, recortándose las funciones y privilegios del Poder Ejecutivo.
- El voto sería directo y secreto. El derecho de sufragio se otorgó a todos los ciudadanos mayores de 21 años que supiesen leer y escribir. Rechazó el voto irrestricto de las mujeres (estas solos podían votar en las elecciones municipales). Solo muchos años después, en 1956, las mujeres obtuvieron el derecho al sufragio pleno.
- Mantuvo el centralismo administrativo al establecer que el Estado «es uno e indivisible», aunque otorgó autonomía económica y administrativa a los municipios.
- Declaró que el Estado protegía a la religión católica, por ser la religión mayoritaria del pueblo. Sin embargo, las demás religiones gozaban de libertad para el ejercicio de sus respectivos cultos.
- Entre los derechos fundamentales reconocidos figuraban la libertad laboral, la prohibición de prisión por deudas, la libertad de conciencia y de creencia, el derecho de petición, la inviolabilidad del domicilio y de la correspondencia, las libertades de reunión y de prensa, y el derecho de no ser expatriado. Todos estos derechos, y otros más, daban lugar a la acción del habeas corpus.
- Proscribió los partidos de carácter internacional. En la práctica, esto sirvió para reprimir al partido aprista y el partido comunista.
- Contempló la pena de muerte por delitos de traición a la patria y homicidio calificado.

Finalizada su labor de Constituyente, el Congreso asumió funciones legislativas, las cuales debían terminar en 1936, simultáneamente con el mandato presidencial de Sánchez Cerro (recordemos que el periodo constitucional era de cinco años, según lo estipulado en la Constitución de 1920).

## Elección de Benavides como Presidente

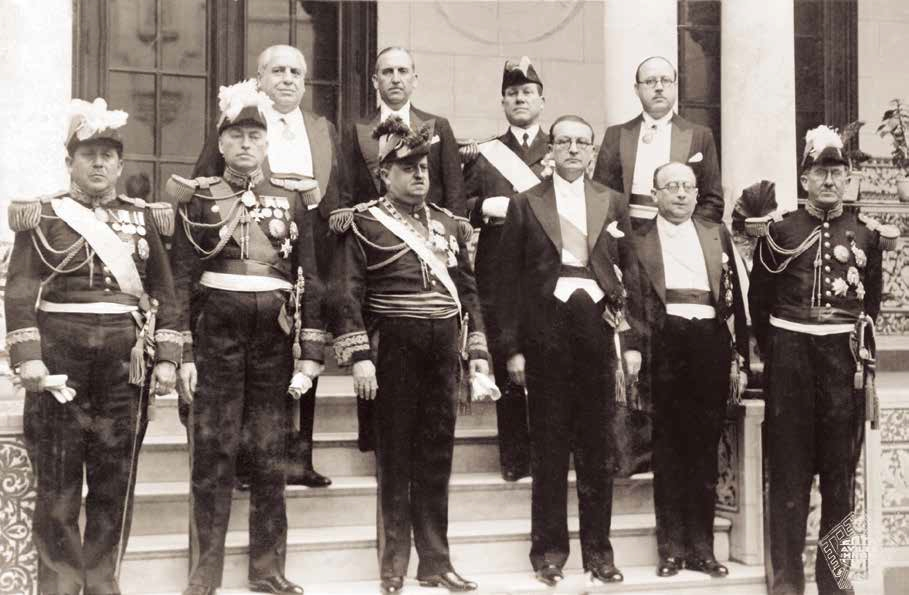
El general Óscar R. Benavides y su gabinete ministerial. Lima, 1933.

El 30 de abril de 1933, a menos de un mes de haber firmado la Constitución de 1933, el presidente Sánchez Cerro fue baleado en el Hipódromo de Santa Beatriz, muriendo poco después en el Hospital Italiano. De acuerdo a la Constitución, a falta de vicepresidentes, el Consejo de Ministros, presidido por José Matías Manzanilla, asumió transitoriamente el Poder Ejecutivo. Esa misma tarde se reunió el Congreso Constituyente y por una abrumadora mayoría de 81 votos sobre un total de 88 representantes, eligió como Presidente de la República al general Óscar R. Benavides, cuya misión sería completar el período del difunto gobernante, es decir, hasta el 8 de diciembre de 1936. Constituyó este acto una manifiesta violación constitucional, pero se invocó la situación de emergencia, pues a la crisis interna se sumaba la internacional, debido al conflicto con Colombia.

## Prórroga del período de Benavides
Finalizando ya Benavides el período para el que había sido designado, convocó a elecciones en 1936. En ellas virtualmente triunfó el expresidente del Congreso Constituyente Luis Antonio Eguiguren; sin embargo fueron anuladas por el gobierno, aduciendo que aquel candidato había recibido el apoyo del APRA, un partido fuera de la ley por su condición de «partido internacional». El Congreso Constituyente prorrogó entonces por tres años, hasta el 8 de diciembre de 1939, el mandato presidencial de Benavides, otorgándole, además, facultades extraordinarias de carácter legislativo, pues el Congreso terminaba sus funciones el 8 de diciembre de 1936. Fue una decisión flagrantemente anticonstitucional. Las sesiones del Congreso terminaron en violentas discusiones. El gobierno se limitó a deportar a sus principales adversarios, entre ellos varios exdiputados constituyentes, y logró mantenerse hasta 1939, en las que, luego de una amañada elección presidencial, traspasó el poder a Manuel Prado Ugarteche.